# 어깨총
《어깨총》영어 원제 : Shoulder Arms)은 1918년에 제작된 찰리 채플린의 코미디 영화이다. 이 영화는 제1차 세계 대전을 풍자하기 위하여 제작된 것으로 찰리 채플린은 여기서 미국군의 병사로 나온다. <어깨총>은 채플린이 퍼스트네셔널 픽처스에서 제작된 3번째 영화이다.

## 줄거리
찰리는 제1차 세계대전에 미국군에 징병된 병사다. 전쟁터에 간 찰리는 고약한 림버거 치즈를 던져 적진의 허를 찌르고 직접 무찔러서 공을 세운다. 또한 나무로 변장을 해서 적진에 숨어 들어가서 위험에 빠진 동료를 구한다. 한편 프랑스 여인과 만난 찰리는 다시 위험에 빠진 동료와 여인과 힘을 합해서 독일 적진의 장군을 생포한다. 그러나 그것은 찰리의 꿈이었다.

## 에피소드

### 자유 채권
제1차 세계 대전으로 많은 젊은이들이 징병되어 유럽으로 갔으나 영국 국적의 채플린은 편안히 미국에 있을 수 있었다. 이러한 이유로 비난을 받기도 한 그는 미국 정부에서 발행하는 전쟁 채권인 자유 채권의 대변인으로 활동한다. 자유 채권으로 채플린은 뒷날 같이 유나이티드 아티스츠를 설립하는 더글라스 페어뱅크스와 메리 픽퍼드와 같이 여행한다.

## 캐스팅
- 찰리 채플린 - 찰리, 혹은 병사
- 에드나 퍼바이언스 - 프랑스 여인
- 시드니 채플린 - 찰리의 동료 / 카이저
- 헨리 버그만 - 독일의 뚱뚱한 장군 / 바텐더
- 앨버트 오스틴 - 미군 / 독일군 / 카이저의 운전수
- 톰 윌슨 - 훈련 캠프의 부사관
- 존 랜드 - 미군
- 로열 언더우드 - 키가 작은 독일 장교